# Futbol'nyj Klub Petrotrest
Il Petrotrest San Pietroburgo, ufficialmente Futbol'nyj Klub Petrotrest, (in russo Футбольный клуб "Петротрест"?) è stata una società di calcio con sede a San Pietroburgo, in Russia.

## Storia
La società fu fondata il 15 dicembre 2001 per iniziativa dell'impresa edile "Petrotrest", da cui prese il nome. Nel 2004, sotto la guida dell'allenatore Sergej Vedeneev, riuscì a conquistarsi la prima promozione in Pervyj divizion. Appena un anno dopo però tornò in Pervenstvo Professional'noj Futbol'noj Ligi. Nel marzo 2007 lasciò il titolo sportivo alla Dinamo San Pietroburgo, continuando a militare nelle terza serie fino al 2009, anno in cui fu promossa. Nel novembre 2010, a seguito della nuova retrocessione, il presidente Leonid Capu decise di restituire alla squadra il nome originario. Il ricostituito Petrotrest continuò a militare in Vtoroj divizion, mentre venne creata una nuova e distinta società che tenne in vita il nome Dinamo San Pietroburgo e che ripartì dalle leghe dilettanti. Nella stagione 2011-2012 il Petrotrest ingaggiò il tecnico Leonid Tkačenko, resosi protagonista del ritorno in Pervyj divizion.
Nell'estate del 2013 il club si fuse con la Dinamo San Pietroburgo, chiudendo la sua storia.

## Strutture

### Stadio
Giocava le partite casalinghe presso la Malaja Sportivnaja Arena, un piccolo impianto facente parte del più ampio complesso sportivo Petrovskij.

## Società

### Settore giovanile
Tra il 2002 e il 2007 la società ha avuto anche una sezione giovanile denominata "Fakel Petrotrest".

## Palmarès
- Pervenstvo Professional'noj Futbol'noj Ligi: 1

2011-2012

## Organico

### Rosa 2012-2013
Rosa, numerazione e ruoli sono aggiornati al 7 luglio 2012.
| N. |                   | Ruolo | Calciatore            |
| -- | ----------------- | ----- | --------------------- |
| 1  | Russia (bandiera) | P     | Aleksandr Samochvalov |
| 2  | Russia (bandiera) | D     | Sergej Grigor'ev      |
| 3  | Russia (bandiera) | D     | Sergej Kostin         |
| 5  | Russia (bandiera) | D     | Nikita Surkov         |
| 7  | Russia (bandiera) | C     | Murat Chotov          |
| 8  | Russia (bandiera) | C     | Evgenij Matrachov     |
| 9  | Russia (bandiera) | C     | Andrej Arlašin        |
| 10 | Russia (bandiera) | C     | Maksim Andreev        |
| 11 | Russia (bandiera) | A     | Vjančeslav Suškin     |
| 12 | Russia (bandiera) | D     | Maksim Kirsanov       |

| N. |                   | Ruolo | Calciatore         |
| -- | ----------------- | ----- | ------------------ |
| 14 | Russia (bandiera) | A     | Andrej Mjazin      |
| 16 | Russia (bandiera) | P     | Anton Arsen'ev     |
| 17 | Russia (bandiera) | C     | Aleksej Merkulov   |
| 18 | Russia (bandiera) | A     | Michail Kozlov     |
| 19 | Russia (bandiera) | C     | Anton Kireev       |
| 20 | Russia (bandiera) | A     | Aleksandr Krupoder |
| 21 | Russia (bandiera) | D     | Michail Eršov      |
| 22 | Russia (bandiera) | A     | Dmitri Vakulič     |
| 23 | Russia (bandiera) | D     | Maksim Usanov      |
| 24 | Russia (bandiera) | D     | Stanislav Tarasjuk |